# Pirrolizidina
La pirrolizidina è un composto organico eterociclico che forma la struttura centrale di un insieme di alcaloidi noti come alcaloidi pirrolizidinici.